# Til sagen for tænkningen
Til sagen for tænkningen (tysk: Zur Sache des Denkens) er en samling tekster af Martin Heidegger fra 1962-64. På dansk ved Kirsten Hyldgaard, Ove Petersen og Henrik Jøker Bjerre og udgivet på forlaget Philosophia i 2002. 

## Indhold
Indledning ved Thomas Schwarz Wentzer i den danske udgave.
- "Til sagen for tænkningen" (Zur Sache des Denkens)
- "Tid og væren" (Zeit und Sein)
- "Protokol til et seminar om foredraget "Tid og væren""
- "Filosofiens afslutning og tænkningens opgave" (Das Ende der Philosophie und die Aufgabe des Denkens)
- "Min vej ind i fænomenologien" (Mein Weg in die Phänomenologie)

## Anmeldelse
- Tilbage til tid og væren af Rune Lykkeberg i Dagbladet Information, d. 23. april 2003

| filosofi | Spire Denne filosofiartikel er en spire som bør udbygges. Du er velkommen til at hjælpe Wikipedia ved at udvide den. |